# Zbór Chrześcijańskiej Wspólnoty Zielonoświątkowej w Dankowicach
Zbór Chrześcijańskiej Wspólnoty Zielonoświątkowej w Dankowicach – zbór  Chrześcijańskiej Wspólnoty Zielonoświątkowej działający w Dankowicach. 
Początkowo siedziba zboru mieściła się w Bielsku-Białej, a następnie w Czechowicach-Dziedzicach. Stanowisko pastora pełni Jarosław Wilczek. Nabożeństwa odbywają się w domu modlitwy zlokalizowanym w Dankowicach przy ul. Podlesie 1.

## Historia
Pełniący wcześniej stanowisko pastora w zborze Zjednoczonego Kościoła Ewangelicznego w Bolesławcu Stefan Czerniejewski przeniósł się do Bielska-Białej i nawiązał kontakt z innymi wierzącymi na terenie miasta, do których należały trzy zamieszkałe tu kobiety oraz przybyłe z Legnicy małżeństwo Hrycynów. Grupka ta dzięki Zborowi Zjednoczonego Kościoła Ewangelicznego w Wapienicy nawiązała stosunki z pozostającym poza strukturami ZKE, niezarejestrowanym zborem pięćdziesiątników w Zabrzu, którego przedstawiciele wkrótce rozpoczęli ich odwiedzać. Był to m.in. Marian Lewandowski.
W 1988 dokonano rejestracji Zboru Chrześcijańskiej Wspólnoty Zielonoświątkowej w Bielsku-Białej, którego pastorem został Marian Lewandowski. Siedzibą zboru stał się dom prywatny przy ul. Żółkiewskiego 22, należący do rodziny Hrycynów, gdzie urządzona została sala modlitwy. W okresie tym prowadzono dwa nabożeństwa tygodniowo, w których udział brało około 20 osób.
Według stan na rok 1991 liczba członków zboru wzrosła do około 40, jednak do 2003 uległa znacznemu zmniejszeniu. W 2004 w wyniku przejścia z innej wspólnoty na terenie miasta członkami zboru Chrześcijańskiej Wspólnoty Zielonoświątkowej stało się 10 nowych osób dorosłych oraz 8 dzieci.
Z powodu braku możliwości dalszego prowadzenia nabożeństw przy ul. Żółkiewskiego 22, od czerwca 2006 siedziba zboru została przeniesiona do Czechowic-Dziedzic, gdzie spotkania rozpoczęto prowadzić tymczasowo w domu prywatnym rodziny Kędziorów przy ul. Pocztowej 16. Stan ten trwał do końca 2006. W chwili przeniesienia do Czechowic-Dziedzic wspólnota liczyła 22 osoby, z czego 13 ochrzczonych członków i 9 dzieci.
W styczniu 2007 siedzibą zboru stały się pomieszczenia wynajęte przez wspólnotę w budynku dworca kolejowego Czechowice-Dziedzice Południowe. Oficjalne otwarcie nowej siedziby zboru miało miejsce podczas nabożeństwa w dniu 3 maja 2007. Prowadzone tam były dwa nabożeństwa tygodniowo. Po nabożeństwach niedzielnych prowadzono poczęstunki – agapy, a nabożeństwa środowe były niekiedy zastępowane przez prowadzenie służby odwiedzinowej w domach starszych członków zboru.
Od września 2010 nastąpiło nawrócenie licznej grupy osób, w związku z czym 12 czerwca 2011 w zborze miał miejsce pierwszy chrzest od czasu przeniesienia siedziby do Czechowic-Dziedzic. W jego wyniku wspólnota powiększyła się o 10 nowych członków. Ochrzczono wówczas także dwie osoby ze zboru w Żorach oraz jedną osobę zamieszkałą w Tarnobrzegu, która nawróciła się w zborze w Czechowicach-Dziedzicach.
W 2011 dokonano dostosowania kolejnego pomieszczenia w budynku dworca, gdzie powstała sala do prowadzenia zajęć szkółki niedzielnej, a także odnowiono hol, który stał się odtąd miejscem organizacji poczęstunków po nabożeństwach.
W styczniu 2012 nowym pastorem zboru został Jarosław Wilczek, a diakonem – Jarosław Śpiewak. Według stanu na koniec 2012 do zboru należało 65 wiernych, w tym 28 ochrzczonych członków, 27 dzieci i 10 sympatyków. Z uwagi na zbyt małą powierzchnię sali nabożeństw w stosunku do liczby uczestników, siedziba zboru została po raz kolejny przeniesiona i nowy dom modlitwy powstał w budynku zlokalizowanym w Dankowicach przy ul. Podlesie 1.

## Działalność
Nabożeństwa w domu modlitwy odbywają w niedziele oraz środy. Ponadto w piątki mają miejsce spotkania modlitewne oraz spotkania młodzieżowe.